# Neaetha absheronica
Neaetha absheronica är en spindelart som beskrevs av Logunov, Guseinov 200. Neaetha absheronica ingår i släktet Neaetha och familjen hoppspindlar. Inga underarter finns listade i Catalogue of Life.